# Keiji il magnifico
Keiji il magnifico (花の慶次?, Hana no Keiji) è un manga tratto da un racconto di Keichiro Ryu e disegnato da Tetsuo Hara.
L'opera, che si compone in 18 numeri, è stata pubblicata per la prima volta in Giappone dalla Shūeisha dal 1990 al 1994, e successivamente in Italia dalla Star Comics tra l'aprile 1999 e il settembre 2000. È stato anche trasportato in una versione animata nel 2013.

## Trama
Il fumetto racconta le avventure romanzate di Maeda Keiji, personaggio realmente esistito, considerato il più grande kabukimono (persona eccentrica, che ama distinguersi dagli altri nel modo di comportarsi e nell'aspetto, col fine ultimo di imporre la propria volontà sugli altri) mai esistito in Giappone. Keiji è figlio naturale di Takigawa Masuuji e di una delle sue concubine; all'epoca la famiglia Maeda è in rapporti di vassallaggio con i Takigawa, e durante un ricevimento Maeda Toshihisa incontra la donna e chiede ai Takigawa il permesso di sposarla; la prima notte di nozze la sposa confessa di essere già incinta del suo precedente signore, ma invece di ucciderla (consuetudine in un'epoca in cui l'onore e il sangue nobile erano fondamentali) Toshihisa, follemente innamorato di lei, dichiara di volerlo adottare come fosse suo. Così, alla sua nascita Keiji (il cui nome completo è Keijiro Toshimasu Maeda) diventa ufficialmente figlio di Toshihisa e quindi nipote di Maeda Toshiie, uno dei più ricchi feudatari giapponesi dell'epoca Sengoku (1467-1568). In questo periodo si svolgono grandi battaglie per decidere chi dominerà il Giappone dopo Oda Nobunaga e Keiji, cresciuto sui campi di battaglia e dotato di grande forza, partecipa a molti di questi eventi bellici. Keiji inoltre incontra, sul campo di battaglia e non, le maggiori figure storiche dell'epoca.
In verità, le vicende del manga, che lo sceneggiatore sostiene ambientate nell'epoca Sengoku (1467-1573), sono ambientate soprattutto nel periodo Azuchi-Momoyama (1568–1603); ciò si evince dalle informazioni storiche fornite dagli stessi autori durante lo svolgimento della trama, per informare il lettore e calarlo nell'atmosfera dell'epoca.
Keiji è un personaggio dai forti senso dell'onore e personalità, e segue il principio base dell'essere kabukimono fino in fondo. Pertanto, Keiji cerca di imporre sempre la propria volontà fino in fondo, consapevole che ciò significa essere liberi non solo di agire a proprio piacimento, ma anche di essere uccisi "come un cane".
Keiji non va d'accordo con lo zio, che più volte cerca di farlo uccidere o di creare pretesti per poterlo giustiziare. Keiji rimane entro il clan e quindi sotto l'autorità dello zio solo fino alla morte di Toshihisa, poi si comporta in modo da venir cacciato dal clan (cosa che salva l'onore del clan stesso, in quanto un samurai che abbandona volontariamente il proprio padrone lo disonora).
Vari personaggi di finzione accompagnano Keiji nei suoi viaggi e avventure.
Nel primo capitolo del manga Keiji incontra e si lega al cavallo "diabolico" Matsukase (in giapponese "vento che soffia tra i pini"), un animale più grande del consueto (è la copia di Re Nero, il cavallo di Raoul) e pertanto capace di sopportare il peso di Keiji, ma che nessun altro riesce a cavalcare. Da allora i due sono inseparabili.
Per un certo periodo Keiji è accompagnato dalla piccola Ofu. Keiji incontra la ragazzina quando si trova a confrontarsi con un esperto di arti marziali di nome Gankibo, che Ofu deve seguire portando sulla testa un secchio in cui raccoglie le orecchie dei nemici morti. Gli spiriti dei caduti la tormentano e quando Keiji sconfigge Gankibo libera Ofu dal suo compito, dando anche pace agli spiriti. Ofu in realtà ha 14 o 15 anni, ma sembra una bambina perché ha deciso di non crescere.
Il piccolo shinobi Sutemaru è il primo vassallo che si mette al servizio di Keiji. All'inizio Sutemaru fa parte della truppa di ninja di Kaga, al servizio di Maeda Toshiie, e vuole uccidere Keiji e Matsukase (il cavallo che ha travolto e ucciso suo fratello). Presto tuttavia Sutemaru decide di abbandonare la truppa dei ninja e di rimanere con Keiji, che serve fedelmente nella speranza, un giorno, di riuscire a ucciderlo. Sutemaru combatte con armi da taglio, kunai e esplosivi, oltre a fare spesso da esploratore per Keiji. Peculiarità del personaggio sono il fatto di canticchiare sempre quando combatte e di non riuscire a mentire (ogni volta che lo fa gli occhi gli diventano strabici).
L'orco Iwabee, originario del villaggio di Nagiri, compare per la prima volta intenzionato a portare via Ofu. Iwabee spiegherà di essere il padre adottivo della ragazzina, che ha cresciuto per qualche tempo prima che il capovillaggio di Nagiri decidesse di abbandonarla sul fiume per il bene del villaggio. Gli abitanti di Nagiri, infatti, noti come orchi, sono spie dirette dell'imperatore, al suo diretto servizio. Ofu è figlia di una donna di Nagiri e del capo dei cortigiani imperiali, fedele a Hideyoshi Toyotomi: se la cosa fosse risaputa, la fazione di Toyotomi vacillerebbe, creando le basi per una spaccatura politica a favore del clan Hōjō. Attorno a Ofu e al complotto per usare politicamente la ragazzina vertono diciannove capitoli, che porteranno in scena uno dei più abili avversari di Keiji, il ninja Kotaro della famiglia Fuma. Una volta risolta la questione, Iwabee rimane con Keiji, al cui servizio mette la propria grande forza e l'abilità di leggere nel pensiero.
L'ultimo personaggio importante è Lisa, una giovane donna bellissima dai capelli biondi: suo padre Yoshiro è figlio di Sen no Rikyū (il cui nome alla nascita era Yoshiro) e di una donna occidentale, portata come schiava su una nave pirata europea che si scontrerà con i mercanti di Sakai; Yoshiro conoscerà Keiji e gli mostrerà un ritratto di sua figlia, e il kabukimono si innamorerà perdutamente della ragazza, contesa anche dal pirata spagnolo Carlos e dal re di Ryukyu (oggi Okinawa, isola principale dell'arcipelago Ryukyu).
Tra i personaggi storici incontrati da Keiji vi sono suo zio Toshiie Maeda (noto anche come Mataza il lanciere), il kanpaku (reggente dell'Imperatore) Hideyoshi Toyotomi, Tokugawa Ieyasu (che prenderà il posto di Hideyoshi alla sua morte), Hattori Hanzō (capo dei ninja di Iga al servizio di Ieyasu), Nobunaga Oda (ex padrone di Hideyoshi e Ieyasu), il maestro di cerimonie Sen no Rikyū, il comandante militare della regione Yamashiro (dove si trovava la capitale del tempo, Kyoto) Kanetsugu Naoe e il suo signore Kagekatsu Uesugi (nipote e successore del noto daimyo Uesugi Kenshin, detto il Dio della Guerra Bishamonten), Mitsunari Ishida (favorito di Hideyoshi e cugino di Kanetsugu Naoe) e Date Masamune, daimyo delle terre settentrionali dal paese.
Dopo la battaglia di Sekigahara, nella quale Mitsunari Ishida e Ieyasu Tokugawa si giocano il controllo del paese, Keiji si trova dalla parte perdente (in realtà si è schierato e registrato come vassallo di Kanetsugu Naoe per aiutare il clan Uesugi, che Ieyasu ha provocato per cercare una guerra al solo scopo di far muovere Mitsunari e farlo scoprire), e decide di incontrare Ieyasu come ambasciatore di Uesugi; si rade a zero i lunghi capelli come un bonzo e rinuncia al compenso cui ha diritto come samurai del clan Uesugi; fatta la pace, si tiene fuori dalla scena finché Kanetsugu non gli chiede di venire con lui nel suo feudo, e Keiji accetta: la mattina successiva, regala il denaro rimastogli e mette in piedi una festa improvvisata, mentre i balloon raccontano che si trasferirà con Lisa presso il clan Naoe e smetterà di essere un kabukimono; morirà circa 12 anni dopo, sotto il regno di Tadakatsu Uesugi, erede di Kagekatsu.

## Storia editoriale
Originariamente il manga Keiji il magnifico è stato pubblicato come storia autoconclusiva nel numero 50 del 1989 della rivista Weekly Shōnen Jump. La versione serializzata è stata pubblicata sempre da Weekly Shōnen Jump a partire dal numero 13 del 1990 al numero 33 del 1993 e ripubblicata in 18 tankōbon dall'editore Jump Comics. Dal 2004 al 2005 il manga è stato pubblicato in 10 bunkoban da Shūeisha e in 15 kanzeban da Tokuma Shoten.
In Italia l'opera è stata pubblicata dalla Star Comics nella collana "Zero" tra l'aprile 1999 e il settembre 2000 in 18 tankōbon con la copertina che riprendeva quella originale giapponese; per l'occasione l'editore ha creato una nuova rivista formato tankobon denominata Zero, che seguiva la pubblicazione di Ken il guerriero, disegnato sempre da Tetsuo Hara; l'edizione contiene informazioni aggiuntive poco note a chi non conosce la cultura e la storia giapponesi. Curiosamente, qualche mese prima, la Star Comics aveva pubblicato un numero della collana City Hunter in cui il protagonista Ryo Saeba, che ha appena ritrovato un vecchio amico in modo bizzarro (i due prima si sparano addosso e poi si salutano e ridono), interrompe i baloon dell'autore Tsukasa Hōjō che spiegano tale comportamento esclamando: "Basta! Non ci avrai mica scambiato per il fumetto KEIJI?!". Una frase sottostante di Hojo chiede scusa a Tetsuo Hara, di cui Hojo è buon amico!
Nel novembre del 2009 la J-Pop ha iniziato la pubblicazione di una nuova edizione che si compone di 18 volumetti di circa 200 pagine l'uno in formato 12 cm × 17 cm.
| Nº | Titolo italiano | Data di prima pubblicazione | Data di prima pubblicazione |
| Nº | Titolo italiano | Giapponese                  | Italiano                    |
| 1  | Keiji il magnifico 01 | luglio 1990                 | aprile 1999                 |
| 1  | Capitoli - Il magnifico Kabukimono - La spada della bestia - Le ferite leali - Passione Ardente - Un fiore d'autunno - Le lacrime di un uomo |                             |                             |
| 2  | Keiji il magnifico 02 | novembre 1990               | maggio 1999                 |
| 2  | Capitoli - Il voto - La morte e la vita - Il grande Fuhenmono - Il giuramento dei guerrieri - Un doloroso duello di sake - Scontro a Suemori - Hotaru, la Kunoichi - L'emblema della tragedia - Una Kunoichi spietata |                             |                             |
| 3  | Keiji il magnifico 03 | gennaio 1991                | giugno 1999                 |
| 3  | Capitoli - L'ultimo brindisi - La forza dell'odio - Un innocente vassallo - Komori insegue Hotaru - La Luna e le lacrime - Kobushi Gatari - I fiori di inverno - Una perfetta ospitalità - Sutemaru |                             |                             |
| 4  | Keiji il magnifico 04 | marzo 1991                  | luglio 1999                 |
| 4  | Capitoli - Sen no Doan - L'arrivo a Kyoto - Sen no Rikyu, il maestro della Cerimonia del Tè - L'invito per un Tè - Patto di sangue - Una fortezza sfarzosa - Per il sorriso del passato - L'avvento di Marici - So di peccare - La decapitazione di mille Kabukimono |                             |                             |
| 5  | Keiji il magnifico 05 | giugno 1991                 | agosto 1999                 |
| 5  | Capitoli - Un accampamento di lancieri invisibili - Le camelie bianche - Juraku Gyoko - Un ordine tassativo di Hideyoshi - L'ultimo abito - Una figura di spalle infantile - La decisione del guerriero - Un omaggio per la morte - Una passerella per il palcoscenico |                             |                             |
| 6  | Keiji il magnifico 06 | agosto 1991                 | settembre 1999              |
| 6  | Capitoli - Una mortale danza della scimmia - Un sorriso timido - Un Kabukimono autorizzato - Una promessa con un vecchio albero - Le sfide in voga - L'estate del destino - L'eroe taciturno - Il tuono della collera - La giustizia dei samurai |                             |                             |
| 7  | Keiji il magnifico 07 | ottobre 1991                | ottobre 1999                |
| 7  | Capitoli - I discendenti degli orchi - Orcus Ridens - Una principessa sfortunata - Quando il cuore rispecchia il cielo - Terrore a Nagiri - Una trappola dorata - Il sorriso diabolico del ninja - Fusai e Gessai - Un futuro oscuro |                             |                             |
| 8  | Keiji il magnifico 08 | dicembre 1991               | novembre 1999               |
| 8  | Capitoli - Mitsunari Hishida schiacciato da un kabukimono - Una mutua battaglia a oltranza - La recita del Re dell'inferno - Al bando le liti - La dignità di un kabukimono - I fiori dei ninja - L'egretta annuncia la morte - Predestinati a combattere - Incontro con la morte |                             |                             |
| 9  | Keiji il magnifico 09 | febbraio 1992               | dicembre 1999               |
| 9  | Capitoli - Brindisi d'addio - Uno sguardo di fiamma - La fanciulla in fiore e il ritorno dell'amore - Perché sono amici stretti... - L'attacco di Sado - cap. 1 - La morte della maschera di ferro - L'attacco di Sado - cap. 2 - La trappola di Samanosuke - L'attacco di Sado - cap. 3 - Ritrovarsi - L'attacco di Sado - cap. 4 - Caccia ai ribelli - L'attacco di Sado - cap. 5 - Rinforzi inaspettati |                             |                             |
| 10 | Keiji il magnifico 10 | aprile 1992                 | gennaio 2000                |
| 10 | Capitoli - L'attacco di Sado - cap. 6 - Come fiori di loto - L'attacco di Sado - cap. 7 - Sortita all'alba - L'attacco di Sado - cap. 8 - Un attacco solitario - L'attacco di Sado - cap. 9 - Le lacrime di Ootora - L'attacco di Sado - cap. 10 - L'uomo imbattibile - L'attacco di Sado - cap. 11 - L'ultimo uomo - L'attacco di Sado - cap. 12 - L'elegia silenzionsa - L'attacco di Sado - cap. 13 - Sangue - L'attacco di Sado - ultimo capitolo - Inno sul greto del fiume |                             |                             |
| 11 | Keiji il magnifico 11 | giugno 1992                 | febbraio 2000               |
| 11 | Capitoli - L'attacco di Odawara - cap. 1 - Il battesimo del fuoco del giovane leone - L'attacco di Odawara - cap. 2 - Il dolore della ferita - L'attacco di Odawara - cap. 3 - Un uomo tutto d'un pezzo - L'attacco di Odawara - cap. 4 - Un dono per la partenza - L'attacco di Odawara - cap. 5 - IL vento nel cuore - L'attacco di Odawara - cap. 6 - Un sogno indimenticabile - L'attacco di Odawara - cap. 7 - Le donne dell'epoca Sengoku - L'attacco di Odawara - cap. 8 - Seikai Miyoshi, il calvo - L'attacco di Odawara - cap. 9 - Gesta gloriose |                             |                             |
| 12 | Keiji il magnifico 12 | settembre 1992              | marzo 2000                  |
| 12 | Capitoli - L'attacco di Odawara - cap. 10 - Latrina - L'attacco di Odawara - cap. 11 - La reicarnazione del demone - L'attacco di Odawara - cap. 12 - L'amico fedele di mille battaglie - L'attacco di Odawara - cap. 13 - Le regole della battaglia - L'attacco di Odawara - cap. 14 - Kowaka, la danza della morte - L'attacco di Odawara - cap. 15 - Quando si schiarisce la nebbia nel cuore - L'attacco di Odawara - cap. 16 - Una coppa di sake avvelenato - L'attacco di Odawara - cap. 17 - Incontro con l'abito bianco - L'attacco di Odawara - cap. 18 - Un pugno rovente |                             |                             |
| 13 | Keiji il magnifico 13 | dicembre 1992               | aprile 2000                 |
| 13 | Capitoli - L'attacco di Odawara - cap. 19 - La strega aristocratica - L'attacco di Odawara - cap. 20 - I fratelli - L'attacco di Odawara - cap. 21 - Verso il mare - L'attacco di Odawara - cap. 22 - Le lacrime di occhi viola - L'attacco di Odawara - cap. 23 - Il sake da un 1.000.000 di koku - L'arcobaleno sul mare meridionale - cap. 1 - Colpo mortale - L'arcobaleno sul mare meridionale - cap. 2 - Il cuore della madre - L'arcobaleno sul mare meridionale - cap. 3 - Il suo nome è Carlos - L'arcobaleno sul mare meridionale - cap. 4 - La condanna a morte |                             |                             |
| 14 | Keiji il magnifico 14 | marzo 1993                  | maggio 2000                 |
| 14 | Capitoli - L'arcobaleno sul mare meridionale - cap. 5 - Il popolo libero - L'arcobaleno sul mare meridionale - cap. 6 - La forza dei guerrieri - L'arcobaleno sul mare meridionale - cap. 7 - Verso il mare della libertà - L'arcobaleno sul mare meridionale - cap. 8 - La città addormentata - L'arcobaleno sul mare meridionale - cap. 9 - Una tecnica raccapricciante - L'arcobaleno sul mare meridionale - cap. 10 - Una voce triste - L'arcobaleno sul mare meridionale - cap. 11 - La nascita del nuovo capitano - L'arcobaleno sul mare meridionale - cap. 12 - I piani di Carlos - L'arcobaleno sul mare meridionale - cap. 13 - Lisa, tesoro d'Oriente nascosto - L'arcobaleno sul mare meridionale - cap. 14 - I vasi di Luzon       |                             |                             |
| 15 | Keiji il magnifico 15 | maggio 1993                 | giugno 2000                 |
| 15 | Capitoli - L'arcobaleno sul mare meridionale - cap. 15 - La donna che aspetta il mare - L'arcobaleno sul mare meridionale - cap. 16 - Un incontro del destino - L'arcobaleno sul mare meridionale - cap. 17 - La danza degli spiriti - L'arcobaleno sul mare meridionale - cap. 18 - Un cuore inquieto - L'arcobaleno sul mare meridionale - cap. 19 - Il sogno del patriarca - L'arcobaleno sul mare meridionale - cap. 20 - L'arco di ferro - L'arcobaleno sul mare meridionale - cap. 21 - Il furore dell'arco di ferro - L'arcobaleno sul mare meridionale - cap. 22 - Il risveglio dell'uomo del mare - Shuri Naha, il paese del sole - cap. 1 - Un brindisi con le lacrime - Shuri Naha, il paese del sole - cap. 2 - Il messaggero reale |                             |                             |
| 16 | Keiji il magnifico 16 | luglio 1993                 | luglio 2000                 |
| 16 | Capitoli - Shuri Naha, il paese del sole - cap. 3 - Un uomo invisibile - Shuri Naha, il paese del sole - cap. 4 - Il grido del cuore - Shuri Naha, il paese del sole - cap. 5 - L'illusione di Sutemaru - Shuri Naha, il paese del sole - cap. 6 - Incontro emozionante - Shuri Naha, il paese del sole - cap. 7 - L'arrivo a Naha - Shuri Naha, il paese del sole - cap. 8 - Prima azione del kabukimono a Naha - Shuri Naha, il paese del sole - cap. 9 - Un ottimo sake - Shuri Naha, il paese del sole - cap. 10 - Un amore di dieci anni - Shuri Naha, il paese del sole - cap. 11 - Un amore indimenticabile - Shuri Naha, il paese del sole - cap. 12 - L'arrivo di Shuri                                                                |                             |                             |
| 17 | Keiji il magnifico 17 | settembre 1993              | agosto 2000                 |
| 17 | Capitoli - Shuri Naha, il paese del sole - cap. 13 - Tigre contro tigre - Shuri Naha, il paese del sole - cap. 14 - L'uomo che è arrivato prima - Shuri Naha, il paese del sole - cap. 15 - Carlos il diavolo - Shuri Naha, il paese del sole - cap. 16 - La breccia - Shuri Naha, il paese del sole - cap. 17 - La decisione - Shuri Naha, il paese del sole - cap. 18 - Il complotto - Shuri Naha, il paese del sole - cap. 19 - Incontrarsi di nuovo - Shuri Naha, il paese del sole - cap. 20 - Danza d'amore - Shuri Naha, il paese del sole - cap. 21 - Il sicario - Shuri Naha, il paese del sole - cap. 22 - La luce sull'oscurità - Shuri Naha, il paese del sole - cap. 23 - Per amore                                                |                             |                             |
| 18 | Keiji il magnifico 18 | novembre 1993               | settembre 2000              |
| 18 | Capitoli - Il suono dell'oro - L'amico per la vita - Il viso di un guerriero - A costo della vita - Per il fronte - Le lance del comando - La fierezza dei guerrieri - Ritirata - Il muro della morte - L'ambasciatore di pace - Il gusto e la raffinatezza |                             |                             |

## Anime
Un anime basato su uno spin-off sequel del manga intitolato Gifū Dōdō!! Kanetsugu to Keiji (義風堂々!!兼続と慶次?) è stato trasmesso sotto la direzione di Bob Shirohata nel 2013 e conta 25 episodi inediti in Italia.